# Frédéric Dor

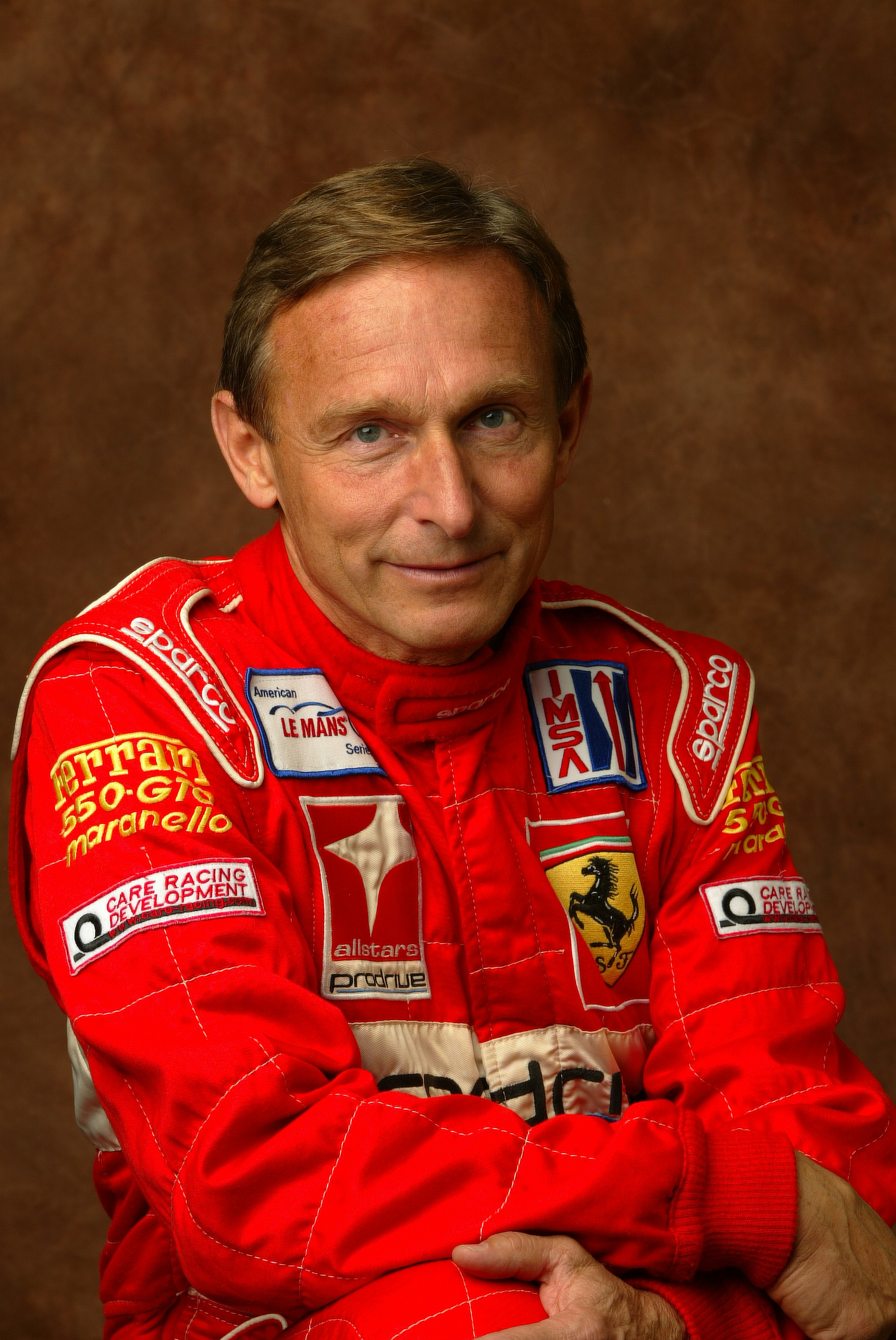
Frédéric Dor, 2003

Frédéric Dor (* 27. Mai 1948 in Marseille) ist ein ehemaliger französischer Rallye- und Rundstreckenpilot.

## Karriere
Frédéric Dor wurde vor allem als Rallyefahrer bekannt. Seit den 1980er-Jahren aktiv gewann er 1999 auf einem Subaru Impreza WRC die französische Rallye-Meisterschaft. In der Rallye-Weltmeisterschaft war Dor zwischen 1988 und 2002 42-mal am Start. Seinen ersten Auftritt hatte er bei der Rallye Monte Carlo 1988 und zum letzten Mal in dieser Serie am Start war bei der Rallye Safari 2002. Bei der Rallye in Kenia hatte er mit dem sechsten Rang 1997 sein bestes Ergebnis in der Weltmeisterschaft.
Dorr bestritt auch einige Rennen auf der Rundstrecke und gewann 2002 gemeinsam mit Jean-Denis Delétraz auf dem Circuit de Barcelona-Catalunya einen Wertungslauf zur spanischen GT-Meisterschaft.
Mit 55 Jahren gab er 2003 für das Team von Luc Alphand sein Debüt beim 24-Stunden-Rennen von Le Mans. Das Rennen beendete er als 21. der Gesamtwertung.

## Statistik

### Le-Mans-Ergebnisse
| Jahr | Team                  | Fahrzeug                  | Teamkollege     | Teamkollege | Platzierung | Ausfallgrund |
| ---- | --------------------- | ------------------------- | --------------- | ----------- | ----------- | ------------ |
| 2003 | Luc Alphand Aventures | Ferrari 550 GTS Maranello | Jérôme Policand | Luc Alphand | Rang 21     |              |